# Fairview (New Jersey, Bergen megye)
Fairview borough az USA New Jersey államában, Bergen megyében. Lakosainak száma 15 025 fő (2020. április 1.).

## Népesség
A település népességének változása:
| Lakosok száma | 2441 | 13 835 | 15 025 |
|               | 1910 | 2010   | 2020   |